# La Punta
La Punta – miasto w Argentynie, w prowincji San Luis, w departamencie Juan Martín de Pueyrredón.
Według danych szacunkowych na rok 2010 miejscowość liczyła 13 182 mieszkańców.